# Samsung M7500
Samsung M7500 (znany też jako Samsung GT-M7500, Samsung Emporio Armani lub Samsung Night Effect) – model telefonu komórkowego produkowanego przez firmę Samsung przy współpracy z Emporio Armani.

## Dane techniczne

### Muzyka
- Formaty dźwięków – MP3, AMR-NB, I-Melody, SMAF, XMF, MIDI, SP MIDI, AAC, AAC+, Enhaced AAC+, WMA

### Aparat
- Aparat 3 megapixele (rozdzielczość 3264x2448)
- Zbliżenie cyfrowe – 4x